# Spielerlexikon
Das Spielerlexikon ist ein deutschsprachiges Nachschlagewerk für deutsche Fußballspieler, das im Kasseler Agon Sportverlag als Teil der Enzyklopädie des Deutschen Ligafußballs erschienen ist. Der 2006 erschienene und von den Autoren Hardy Grüne und Lorenz Knieriem verfasste erste Teil befasst sich mit den Jahren 1890 bis 1963, der 2012 erschienene zweite Teil mit den Jahren 1963 bis 1994 und wurde von den Sportjournalisten Christian Karn und Reinhard Rehberg geschrieben.

## Inhalt
Als Aufnahmekriterien dienten A-Länderspieleinsätze für die deutsche respektive die DDR-Nationalmannschaft sowie Auswahlspiele für die deutsche B-Nationalmannschaft, die Amateurnationalmannschaft, die Olympiaauswahl, die U-21-Nationalmannschaft sowie für die Regionalauswahlen beim Kronprinzenpokal sowie dessen Nachfolger Bundespokal. Darüber hinaus wurden alle Spieler der Bundesliga bzw. DDR-Oberliga sowie der 2. Bundesliga, der zweitklassigen Regionalliga von 1963 bis 1974 oder der Oberliga  als höchster Spielklasse (Mindesteinsatzzahl 10 Spiele) von 1945 bis 1963 und in der Endrunde zur Deutschen Meisterschaft von 1903 bis 1963 eingesetzte Spieler berücksichtigt. Aufgrund der uneinheitlichen Quellenlage wurde auf die Berücksichtigung von Spielern aus den Gauligen verzichtet. Spieler, die ihre Laufbahn in der Oberliga begonnen hatten, aber erst zu Bundesligazeiten ihre Hauptkarriere hatten, wurden statistisch im ersten Band erfasst, aber die Karriere erst im zweiten Band via Beschreibung und fußballerischer Einordnung ausgebreitet. Darüber hinaus wurden als von den Autoren wichtig und verdient eingeschätzte Trainer, Funktionäre und Schiedsrichter aufgenommen; dies gilt aber nur für den ersten Zeitabschnitt bis 1963, im Fortsetzungsband ab 1963 bis 1994 kommen diese drei Gruppen nicht separat vor. Dagegen sind bei Karn und Rehberg „Positionsprofile im Wandel der Zeit“, und in Exkursen die „Taktische Entwicklung vom WM-System zum 3-5-2“, die „Ära Bayern/Gladbach - Varianten des 4-3-3“ und der Bundesliga-Skandal von 1972 beschrieben. Bezüglich der Wahl des Jahres 1994 als Ende des Betrachtungszeitraums gab Autor Karn an, dass es „ein abgeschlossenes Werk sein“ sollte und daher „kein Spieler drin auftauchen [sollte], der heute noch als Spieler aktiv ist und dessen Statistik somit direkt veraltet wäre“.
Der erste Band umfasst knapp 12.000, der zweite Band etwa 11.000 Einträge.

## Geschichte
Im Jahr 2006 erschien nach fünf Jahren Schreibarbeit von Grüne und Knieriem der erste Band. Die Arbeiten am zweiten Band begannen Karn und Rehberg nach Veröffentlichung ihrer Chronik Karneval am Bruchweg zur Geschichte des 1. FSV Mainz 05 im Jahr 2008. Dazu trug Karn zunächst die Rohdaten aus verschiedenen Quellen zusammen, anschließend kamen die Beschreibung und fußballerische Einordnung je nach Quellenlage vor allem durch Rehberg hinzu. Karn fasste in einem Interview zur Arbeit am zweiten Band zusammen, dass der Beitrag zur Fußballkultur darin bestehe, „dass alle Spieler aus 31 Jahren bezahltem Fußball festgehalten sind“.
Das Magazin 11Freunde befand nach Erscheinen des ersten Teils, dass das „akribisch recherchierte […] Spielerlexikon [die] Wissenslücke“ zu Fußballspielern vor Gründung der Bundesliga schließe und bezeichnete das Buch als „Schatztruhe für Nostalgiker“. Die Veröffentlichung fand auch unter den beschriebenen Spielern Resonanz, Stephan Kuhnert, „Ansgar Brinkmann und etliche andere Ex-Profis“ erwarben diese kurz nach Erscheinen. Seitens der Rhein-Zeitung wurden die Vollständigkeit und der Hintergrund zu den einzelnen Spielern als große Stärke hervorgehoben und das Werk als „Nachschlagewerk, das mehr bietet als die nackten Zahlen“ zusammengefasst.
Karn und Grüne arbeiteten zudem bei der ebenfalls als Teil der Reihe Enzyklopädie des Deutschen Ligafußballs unter dem Schlagwort „Vereinslexikon“ erschienenen 3. Auflage des Großen Buches der deutschen Fußballvereine zusammen, diese erschien im Oktober 2009 und stellt auf über 500 Seiten deutsche Fußballklubs enzyklopädisch dar.